# 布雷西
布雷西（法語：Brécy，法語發音：[bʁesi]）是法国谢尔省的一个市镇，属于布尔日区。

## 地理
布雷西（47°7'27"N, 2°37'10"E）面积39.63 平方千米，位于法国中央-卢瓦尔河谷大区谢尔省，该省份为法国中部省份，北起卢瓦雷省，西接卢瓦-谢尔省和安德尔省，南至克勒兹省，东南接阿列省，东临涅夫勒省。
与布雷西接壤的市镇（或旧市镇、城区）包括：埃特雷希、法尔日昂塞普泰讷、诺昂昂古、里扬、圣索朗日、维拉邦。

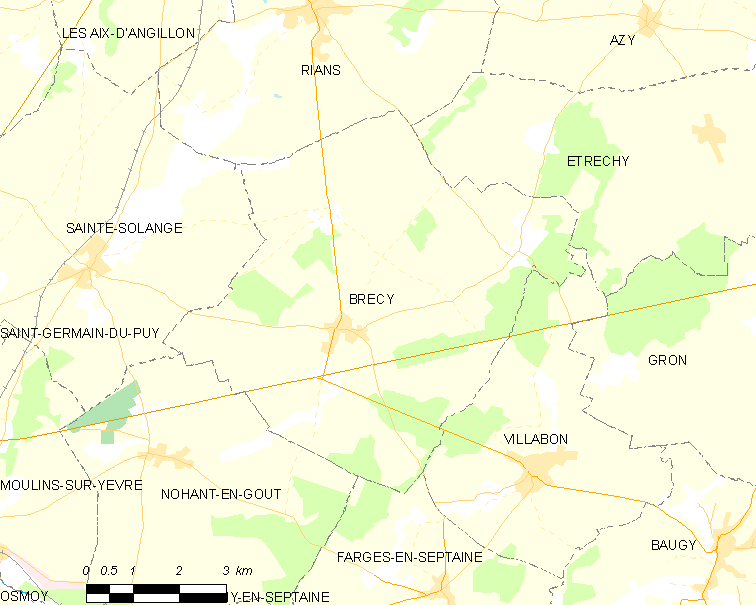
布雷西的OSM定位图

布雷西的时区为UTC+01:00、UTC+02:00（夏令时）。

## 行政
布雷西的邮政编码为18220，INSEE市镇编码为18035。

## 政治
布雷西所属的省级选区为圣日耳曼迪皮县。

## 人口

1962-2008年间布雷西人口变化图示

布雷西于2022年1月1日时的人口数量为969人。